# ウスマーヌ・ダボ
ウスマーヌ・ダボ（Ousmane Dabo, 1977年2月8日 - ）は、フランス・マイエンヌ県・ラヴァル出身の元サッカー選手。ポジションはMF。

## 経歴
スタッド・レンヌの下部組織出身。1998年、スタッド・レンヌからイタリアのインテルへ移籍。その後、わずか半年でヴィチェンツァ・カルチョへレンタル移籍をし、13試合の出場。半年後、インテルへ戻ってくるも、その半年後、今度はパルマACへ移籍となった。パルマでも半年間の在籍で、16試合に出場。今度はフランスのASモナコにレンタル移籍となった。モナコで16試合に出場も、その半年後には再びイタリアへ戻り、ヴィチェンツァにレンタル移籍となった。2001年夏、アタランタBCへ完全移籍。アタランタでは2年間在籍し、52試合の出場。2003年夏、SSラツィオへ完全移籍。この年のFIFAコンフェデレーションズカップ2003にフランス代表として選出され、2003年6月20日の日本代表戦にフル出場した。
ラツィオでは3シーズン在籍し、合計79試合に出場。2003-2004シーズンのコッパ・イタリア制覇に貢献した。2006年夏、イングランドのマンチェスター・シティFCへ移籍。2007年5月、トレーニング場にてチームメイトのジョーイ・バートンに暴行され、目に怪我を負った。ダボはバートンを告訴し、バートンは逮捕された（バートンはその前年にも暴行事件を起こしている）。
2008年1月、ラツィオへ再び移籍。2011年にニューイングランド・レボリューションへと移り、同年7月に現役引退を表明した。

## 所属クラブ
- スタッド・レンヌ 1995-1998
- インテル 1998-1999.1

→ ヴィチェンツァ・カルチョ 1999.1-1999.7 (loan)
- インテル 1999.7-1999.12
- パルマAC 1999.12-2000

→ ASモナコ 2000-2001.1 (loan)
→ ヴィチェンツァ・カルチョ 2001.1-2001.7 (loan)
- アタランタBC 2001.7-2003
- SSラツィオ 2003-2006
- マンチェスター・シティFC 2006-2008.1
- ラツィオ 2008.1-2010
- ニューイングランド・レボリューション 2011.2-7

## タイトル
- ラツォオ

コッパ・イタリア (2):2004, 2009